# Olympic Park Stadium
 (mars 2025).
Si vous disposez d'ouvrages ou d'articles de référence ou si vous connaissez des sites web de qualité traitant du thème abordé ici, merci de compléter l'article en donnant les références utiles à sa vérifiabilité et en les liant à la section « Notes et références ».
Le  Olympic Park Stadium est un stade ouvert situé à Melbourne en Australie, consacré à la pratique du rugby à XIII, du rugby à XV, du football et de l’athlétisme. Inauguré en 1986, il peut accueillir 18 500 spectateurs dont 11 000 places assises. Il est le terrain du Melbourne Storm qui joue en National Rugby League (NRL), de 1998 à 2000 et de 2002 à 2009, et des Melbourne Rebels qui jouent en Super15 en 2007.

## Histoire
Il a été inauguré en 1956 à l’occasion des  Jeux olympiques d'été pour servir de stade d’entraînement, les compétitions se déroulant au Melbourne Cricket Ground. Il comporte une piste d’athlétisme entourant une pelouse. Il accueille aussi régulièrement des concerts.
L’Équipe d'Australie de football y joue régulièrement et il a été longtemps le seul stade du pays à être homologué par la FIFA pour les rencontres internationales. Il accueille aussi des matches internationaux de rugby à XIII ainsi que les matchs du championnat de NRL.
Les rugbymen à XIII du Melbourne Storm le surnomment The Graveyard (le cimetière) en raison de la difficulté que leurs adversaires ont à y gagner. Toutefois, le Storm a déménagé pour un tout nouveau stade ultra-moderne de 30 000 places (AAMI Park).
Jusqu’en 2007, il a été le stade des footballeurs du Melbourne Victory (A-League), qui évoluent au Telstra Dome à partir de 2007-08. 